# Simó Gyula
Simó Gyula (Titel, 1908. június 16. – Budapest, 1990. december 24.) erdélyi magyar kommunista, az erdélyi és a romániai munkásmozgalom résztvevője, újságíró, római követ.

## Életútja, munkássága
Értelmiségi családból származott. Apja, Simó Géza középiskolai tanár, anyja, Mátyás Emma tanítónő volt. Öten voltak testvérek, ő volt a legidősebb. Elemi és középiskolai tanulmányait Marosvásárhelyen végezte, az utóbbiakat a Református Kollégiumban.
17 évesen, 1925-ben kapcsolódott be a romániai illegális kommunista mozgalomba. 1928-ban részt vett a Kommunisták Romániai Pártjának (KRP) IV. kongresszusán, melyet a Szovjetunióban, Harkov közelében tartottak meg. 1928 nyarán függetlenített hivatásos forradalmárrá vált, felsőbb iskolára küldték Moszkvába, 1930–31 között Szlatina-Olt városában, a 21. tüzérezred katonájaként szervezte az antimilitarista ellenállási mozgalmat. Tevékenységéért 100 napra bezárták az ezred gyakorló gázkamrájába. 1932. március 21-én a KISZ tartományi bizottságának titkáraként és a KRP tartományi bizottságának tagjaként húszezres politikai tömegtüntetés megszervezésében vett részt Csernovicban. A megmozduláson az ukrán lakosság önrendelkezési jogát és Szovjet Ukrajnához csatlakozását követelték.
Központi pártinstruktorként szervezte a vasutasok és a kőolajipari munkások harcát Jászvárosban, Galacon, Brăilán, Kolozsváron, Brassóban és Ploiești-en. 1933 augusztusában Konstancán árulás folytán letartóztatták feleségével, Donka Andreevával együtt. A börtönben született meg fiuk, Vili. Donka a bukaresti börtönkórházban halt meg.
Kommunista tevékenységéért Simó Gyula kilenc évet raboskodott Konstancán, Szucsáván, Doftanán és Kolozsváron. Rendre megkínozták, ütlegelése miatt élete végéig fél vesével élt. 1944 szeptemberében hatvanad magával szabadult ki a kolozsvári magyar polgári és katonai, valamint egyházi szervek, a lakosság és a szakszervezetek együttes fellépésére.
1944. szeptember 14. – október 11. között részt vett a kiugrásról és a Szovjetunió oldalára történő átállásról folytatott tárgyalásokon gróf Teleki Bélával, az Erdélyi Magyar Párt főtitkárával, Dálnoki Veress Lajosnak, az erdélyi magyar katonai erők tábornokának szárnysegédjével. Elérték, hogy Kolozsvár nem vált frontvárossá, megakadályozták, hogy a várost kiürítsék, és a németek elhurcolják a gépeket, felrobbantsák az üzemeket és az egeresi erőművet.
1944 szeptemberében alapító tagja volt a Kommunisták Észak-Erdélyi Pártjának. Az Országos Demokratikus Arcvonal nevében vezette a kolozsvári rádióadó újjáépítését. Szoros együttműködésben Makeden őrnaggyal, a Vörös Hadsereg városparancsnokával, elérte, hogy Kolozsvár 1944. október 11-i felszabadulása után kivonják a megszálló román csapatokat Észak-Erdélyből, és szabad utat biztosítsanak a népek, nemzetiségek megkülönböztetés nélküli együttélésének Észak-Erdélyben. „Ez az »interregnum«, azaz függetlenségi korszak, amikor a magyar államigazgatás már megszűnt, a román pedig még nem valósult meg, 1944. október 11-től 1945. március 13-ig tartott, és mindkét nép számára igen előnyösnek bizonyult. Megfertőztük egymást kölcsönös előnyünkre” – írta Erdélyben lettem kommunista c. kéziratában.
1945-ben feleségül vette Körösi Klára tanítónőt, akitől 1946. szeptember 13-án megszületett második gyermeke, Endre. Decemberben kinevezték a KRP KB káderiskolájának igazgatójává. Luka László, a Politikai Bizottság tagja felszólította, hogy románosítsa a nevét, mert csak így csinálhat karriert. Egy másik PB-tag, Jasa Kisinevszky pedig azzal a „megtisztelő feladattal” bízta meg, hogy szervezze meg a román történelem átírását, különös tekintettel Erdélyre. „Erdélyről úgy kell szólnunk az új történelemben, mint amelyik mindenkor Románia szerves része volt” – adta ki utasításul. Simó Gyula visszautasította a felkérést, ezért kegyvesztetté vált, és a Magyar Kommunista Párt vezetőinek közbenjárására 1947-ben Budapestre költözött családjával. A párt oktatási osztályának helyettes vezetőjeként, a Pártmunkás szerkesztőjeként dolgozott 1949 júniusáig, amikor is megbízhatatlanná nyilvánították, mert kétségbe vonta a Rajk Lászlóval szemben felhozott koholt vádakat. 1956-ig mellőzték, leghosszabb ideig a Kőbányai Lampart Műveknél dolgozott tervosztály-vezetőként, majd 1956. decemberben a Magyar Rádió elnökhelyettesévé nevezték ki. Nevéhez is fűződik a televíziózás beindítása Magyarországon, és az első közvetítő kocsi, valamint mikrohullámú rendszer beszerzése a COCOM-lista kijátszásával.
1958–1962 között a Magyar Népköztársaság római követe volt. 1963–1973 között a Ferunion külkereskedelmi vállalat vezérigazgató-helyetteseként fejezte be aktív pályafutását.

## Írásai
- Erdélyben lettem kommunista (Budapest, 1988)
- A bécsi döntés előzményei és utóhatása (Budapest, 1987)